# Цуруока

38°43′18″ пн. ш. 139°49′18″ сх. д. / 38.72167° пн. ш. 139.82167° сх. д.
Цуруо́ка (яп. 鶴岡市, つるおかし, МФА: [t͡suɾoka ɕi̥]) — місто в Японії, в префектурі Ямаґата.

## Короткі відомості
Розташоване в північно-західній частині префектури, на півдні рівнини Сьонай, на березі Японського моря. Колишнє призамкове містечко Сьонай (яп. 庄内, しょうない, МФА: [ɕoːnai̯]) роду Сакай, столиця автономного уділу Сьонай-хан. В місті знаходиться колишня ханська школа Тідокан. Основою економіки є машинобудівна, електрична, меблева і сакеварна промисловості. 2005 року поглинуло сусідні містечка Фудзісіма, Хаґуро, Кусібікі, Ацумі, а також село Асахі. Станом на 1 жовтня 2008 площа міста становила 548,74 км². Станом на 1 січня 2009 населення міста становило 90 937 осіб.

## Освіта
- Ямаґатський університет (додатковий кампус)